# John Kronus
Pour les articles homonymes, voir Caiazzo (homonymie).
George Bernard Caiazzo (né le 13 janvier 1969 à Everett et mort le 18 juillet 2007 à Laconia) est un catcheur (lutteur professionnel) américain, plus connu sous le nom de John Kronus. Caiazzo a catché pour la Extreme Championship Wrestling, la United States Wrestling Association et la Xtreme Pro Wrestling. Il est surtout connu pour avoir formé The Eliminators avec Perry Saturn.

## Carrière

### Débuts
Son père, George Caiazzo Sr., a joué au football avec les New York Giants avant d'être blessé.
Durant les années 80, Caiazzo était videur au Boston nightclub de Saturn. Caiazzo montre alors beaucoup d'intérêt à devenir catcheur avec  Perry Saturn, Caiazzo se dirige alors vers l'école de catch de Killer Kowalski. Caiazzo débute en 1989, sous le nom de "The Eliminator".

### United States Wrestling Association
Au début des années 90, Perry Saturn propose à Caiazzo de former une équipe. Perry Saturn lui choisi alors le nom de "John Kronus". Le nom "Kronus" fait référence à Kronos, dieu du temps chez les grecs, et dont l'équivalent romain est Saturne, duquel Perry Saturn tire son nom. Saturn baptise l'équipe "The Harvesters of Sorrow", mais le nom, jugé trop complexe, est changé  en "The Eliminators".
The Eliminators catchent alors pour la première fois à la United States Wrestling Association house show en 1993 et pour un salaire de $40 par semaine. Le 2 mai 1994, The Eliminators battent Brian Christopher et Eddie Gilbert pour le titre USWA Tag Team Championship. Ils perdent le titre USWA World Tag Team Championship le 13 juin 1994, face à PG-13.
En 1994 et 1995, The Eliminators catchent au Japon à la WAR promotion.

### Extreme Championship Wrestling
The Eliminators débute alors à Philadelphie, base de la Extreme Championship Wrestling en 1995, face aux Steiner Brothers. Ayant pour manager Jason, The Eliminators remportent les ceintures ECW Tag Team Championship en trois occasions en 1996 et 1997, se battant face aux Dudley Boyz, The Gangstas, The Pitbulls, Sabu & Rob Van Dam et the Steiner Brothers.
Le 31 mai 1997, Saturn se blesse au ligament durant un match.  Kronus défend alors le titre ECW Tag Team Championship seul face aux Dudley Boyz. Plus tard en 1997, Saturn quitte la ECW pour la World Championship Wrestling. Kronus catche alors dans la division solo puis fonde une nouvelle équipe, "The Gangstanators", avec New Jack. The Gangstanators remporte les ceintures ECW Tag Team Championship en 1997.

### Circuit indépendant
Kronus quitte la ECW en 1999, et rejoint la Xtreme Pro Wrestling promotion. En 2000, Kronus rejoint la "Black Army" faction. En 2000, Kronus apparaît dans le film Violence on Violence.
En 2002, Kronus se retire du monde du catch, à Sanbornton, New Hampshire. En 2005, il fait deux apparition à la ECW reunion promotion Hardcore Homecoming.

### Sa mort
Caiazzo est retrouvé mort par sa fiancée Brandy Laundry à Laconia, New Hampshire le 18 juillet 2007, plusieurs jours après une blessure au pied. Caiazzo est mort pendant son sommeil à la suite d'une crise cardiaque. Il laisse un fils de 9 ans, Gage Christian Caiazzo.

## Palmarès et accomplissements
- Extreme Championship Wrestling
  - ECW World Tag Team Championship (4 fois) - avec New Jack (1) et Perry Saturn

- Power Slam
  - PS 50 : 1996/39.

- Pro Wrestling Illustrated
  - PWI ranked him # 382 of the 500 best singles wrestlers of the PWI Years en 2003
  - PWI ranked him # 89 of the 100 best tag teams of the PWI Years en 2003 avec Perry Saturn

- United States Wrestling Association
  - USWA World Tag Team Championship (1 fois) - avec Perry Saturn